# Ц-клуб
Ц-клуб е албум на Цеца. В действителност този албум е втората част на предходния ѝ – Љубав живи. Издаден е на 25 юни 2012 г. с единствения биографичен брой на списанието Ceca-Specijal. Съдържа 6 песни, от които две нови и четири ремикса от албума Љубав живи.

## Песни
1. Пробуди ме кад буде готово
2. Загрљаj
3. Све што имам и немам (remix)
4. Играчка самоће (remix)
5. Она (remix)
6. Није ми добро (remix)

Текстове на песени: 1,2,3 – Марина Туцакович; 4,5,6 – Марина Туцакович и Лиляна Йоргованович; 6 – Марина Туцакович, Лиляна Йоргонавнович, Гордана Урек.
Музика на всички песни – Александър Милич Мили.
Аранжимент на песни: 1,2 – Александър Милич-Мили; 3,4,5,6 – Борис Кръстайч.